# Smin, Dobrici
Smin (în bulgară Смин, în română Sarâmusa) este un sat în partea de nord-est a Bulgariei. Aparține comunei Șabla, regiunea Dobrici, Dobrogea de Sud.
Între anii 1913-1940 a făcut parte din plasa Casim a județului Caliacra, România. 

## Demografie
Componența etnică a satului Smin
     Bulgari (93,24%)
     Nicio identificare (6,75%)
     Altele (0%)
La recensământul din 2011, populația satului Smin era de 74 locuitori. Din punct de vedere etnic, majoritatea locuitorilor (93,24%) erau bulgari. Pentru 6,75% din locuitori nu este cunoscută apartenența etnică.